# Mexico (Indiana)
México es una localidad del condado de Miami, Indiana, Estados Unidos. El censo de 2000, registró una población de 984 habitantes.

## Geografía
México, está localizado entre los 40º49'12" N y los 86º06'50" W 40°49′12″N 86°6′50″O / 40.82000, -86.11389 (40.819892, -86.113834).
De acuerdo al United States Census Bureau, la localidad tiene un área total de 124 km².